# Martin Butter
Martin Butter (Ridderkerk, 20 februari 1965) is een Nederlands orgelbouwer gevestigd in Ridderkerk. Naast kerkorgels bouwt hij huisorgels, spinetten, klavechorden en virginalen.

## Leven en werk
Butter volgde een meubelmakersopleiding bij het SH&M college en ontwikkelde zich vervolgens door zelfstudie tot klavierinstrumentenbouwer. Van 1992 tot 2015 werkte hij als pijpenmaker/intonateur en later als allround orgelmaker bij Henk van Eeken. In 2015 begon hij met het stemmen, onderhouden en restaureren van kerkorgels in eigen beheer.
Butter maakt zo veel mogelijk alle onderdelen van de instrumenten zelf, van de pijpen en het houtsnijwerk tot de kalligrafie op de registernaambordjes. Hij sluit zo veel mogelijk aan bij de oude meesters en gebruikt daarom geen moderne lijmen die voor de orgelpijpen schadelijke gassen bevatten maar de klassieke huidenlijm. Om dezelfde reden gebruikt hij ook leer dat op natuurlijke wijze gelooid is.

## Gebouwde instrumenten (selectie)
- Verschillende huispijporgels
- Verschillende kistorgels
- Virginaal (muselaar) naar een instrument van Andreas Ruckers uit 1643
- Spinet naar Keene & Brackley
- Spinet naar Benjamin Slade (17e eeuw)
- Klavechord naar Anders Wahlstrom uit 1732
- Ongebonden klavechord naar Christian Gotthelf Hoffmann uit 1784
- Klavechord naar Cristian G. Hubert uit 1784
- Verschillende klavecimbels in Italiaanse stijl

## Gerestaureerde instrumenten (selectie)
- Witte-orgel van de Oude Kerk in Voorburg (in samenwerking met Sander Booij)
- Kerkorgel van Johannes Mitterreither
- Kabinetorgel van Leonardus van den Brink

## Kerkorgels in onderhoud (selectie)
- Orgel van de Johanneskerk te Kruiningen, gebouwd in 1985 door Gebr. van Vulpen
- Orgel van de Vredeskerk te Rotterdam, gebouwd in 1973 door Ernst Leeflang
- Orgel van de Goede Herderkerk in Rotterdam Schiebroek, gebouwd in 1961 door Van Leeuwen
- Orgel van de Hervormde kerk te Westbroek, gebouwd in 1879 door Pieter Flaes
- Orgel van de Elimkerk te Ridderkerk
- Orgel van de Wilhelminakerk te Ridderkerk
- Proper orgel in Baambrugge
- Naber orgel van de Hervormde kerk te Lienden

Adema · Gebroeders Van der Aa · Jacobus Armbrost · Bakker & Timmenga · Johann Bätz · Jonathan Bätz · Joseph Binvignat · Sander Booij · Martin Butter · Van Dam · Matthijs van Deventer · Geert Pieters Dik · Johannes Duyschot · Roelof Barentszn Duyschot · Bernhardt Edskes · Marten Eertman · Gerardus Elberink · Elbertse · Antoon van Elen · Flentrop · Dirk Flentrop · Heinrich Hermann Freytag · Rudolf Garrels · Justus Geerkens · Pieter Geerkens · Gradussen · Albertus van Gruisen · Willem van Gruisen · Nicolaas van Hagen · Willem Hardorff · Hendrik Hermanus Hess · Jan van den Heuvel · Jan Adolf Hillebrand · Albertus Antoni Hinsz · Bernard Petrus van Hirtum · Nicolaas van Hirtum · Cornelis Hoornbeek · Klop Orgels & Klavecimbels · Hermanus Knipscheer · Johan Frederik Kruse · Ernst Leeflang · Lohman · Jan van Loo · Michaël Maarschalkerweerd · Pieter Maarschalkerweerd · Abraham Meere · Roelf Meijer · Michaël Mercator · Carl Friedrich August Naber · Familie Niehoff · Cornelis van Oeckelen · Petrus van Oeckelen · Detlef Onderhorst · Pels & Van Leeuwen · Pereboom & Leijser · Elbert Pluer · Radersma · Joachim Reichner  · Reil · Cornelis Rogier · Mense Ruiter · Conradus Ruprecht II · Hans Wolff Schonat · Franciscus Cornelius Smits · Frans Casper Snitger · Johannes Stephanus Strümphler · Johannes Wilhelmus Timpe · Valckx & Van Kouteren · Kam & Van der Meulen · Henk Veeningen · Matthijs Verhofstadt · Vermeulen · Verschueren · Johannes Vollebregt · Jacobus Vollebregt · Van Vulpen · Christian Gottlieb Friedrich Witte · Johan Frederik Witte · Lodewijk Ypma · Jacobus Zeemans
Zuid-Nederlands orgelbouwer (voor 1830)